# Fast Search and Transfer

Logo przedsiębiorstwa

Fast Search and Transfer (skrótowo Fast) – norweska firma z siedzibą w Oslo, powstała w 1997 r., specjalizująca się w projektowaniu oprogramowania wyszukującego. Firma była w 1999 r. twórcą wyszukiwarki internetowej AlltheWeb, która została w 2003 r. sprzedana firmie Overture.
Fast ma zagraniczne biura w Niemczech, Włoszech, Francji, Japonii, Wielkiej Brytanii i Stanach Zjednoczonych. Jest notowana na norweskiej giełdzie w Oslo. Do jej klientów należą m.in. Dell, AT&T i Reuters.